# Kotiteollisuus
Kotiteollisuus est un groupe de heavy metal et pop rock finlandais, originaire de Lappeenranta. Le groupe sort en 1993 une première démo sous le nom de Hullu ukko ja kotiteollisuus, avant de raccourcir le nom en Kotiteollisuus en 1997. Le groupe est particulièrement populaire en Finlande.

## Biographie

### Origines et débuts

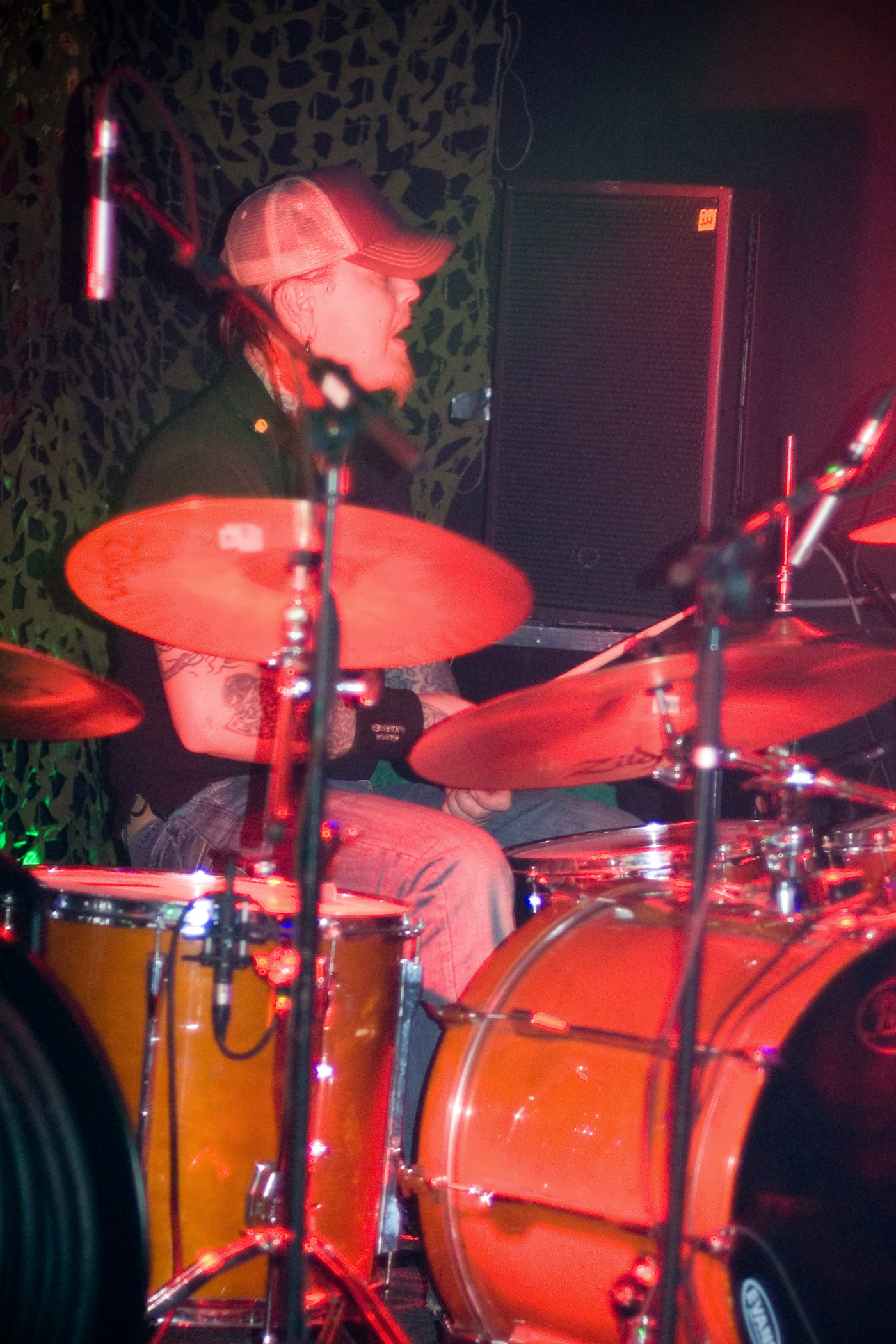
Jari Sinkkonen en 2009.

Hynynen, Hongisto et Sinkkonen se rencontrent petits à l'école. Sinkkonen présentera par la suite Tomi Sivenius à Hynynen et Hongisto. Les deux amis (Hongisto et Sinkkonen) formeront un groupe amateur orienté punk appelé A-Studio. Après quelque temps de répétitions, Sinkkonen et le reste du groupe se séparent. Sinkkonen fera des études professionnelle, tandis que d'autres iront au lycée. Le groupe se sépare ensuite.
Après leur service militaire, Hynynen et Sivenius décident de former à nouveau un groupe. Hynynen jouait encore de la basse à cette période. Sinkkonen, sans contact avec Hynynen pendant un certain temps, s'achète une batterie et se joint au projet. Ils baptisent leur projet Hullu ukko ja kotiteollisuus en 1993. Hynynen joue ensuite de la guitare. Chaque chanson à ce moment-là sont enregistrées dans leur intégralité par Sivenius ou Hynynen. Leur première démo est enregistrée à Viiala avec Heikki Peltonen. Hullu ukko ja kotiteollisuus enregistre une deuxième démo au même endroit et avec la même formation. La démo est toujours en écoute sur Internet.
L'esprit du groupe commence à se dégrader légèrement à l'époque. Hynynen devait persuader Sinkkonen de rester. La troisième démo du groupe est enregistrée en quatuor. À l'automne 1994, le groupe enregistre une quatrième démo, avec l'ingénieur-son Jani Viitanen. Viitanen présentera une démo au label Megamania, qui signera le groupe. Ils enregistrent leur premier album au Headline Studio à Tampa, en Floride avec Mikko Karmila. Ils publient l'album en 1995. Virtanen quitte le groupe par manque de temps, puis ils décident de raccourcir leur nom pour Kotiteollisuus.

### Débuts sous Kotiteollisuus (1996–2004)
Kotiteollisuus publie l'album Aamen en 1998. Ils s'inspirent de groupes de rock alternatif américains tels que White Zombie et Soundgarden, et de metal industriel comme Killing Joke. Un clip de la chanson Routa ei lopu est tourné. Aamen atteint la 4e place des classements finlandais. La popularité du groupe grandit un an plus tard après l'album Eevan perintö. En 2001 sort l'EP Yksinpuhelu, qui comprend la chanson homonyme et deux chansons live.
L'album Kuolleen kukan nimi est publié en 2002, et atteint la troisième place des classements finlandais. Son premier single Rakastaa/ei rakasta, atteint la troisième place. Rakastaa/ei rakasta est récompensé d'un Golden Muuvilla. Cette même année, l'EP intitulé ±0 est publié.
L'année suivante, en 2003, le groupe publie l'album Helvetistä itään qui, comme la chanson homonyme, atteint la première place des classements finlandais. Le nouveau single Minä olen, issu de l'album, est certifié disque de platine. Minä olen reçoit un Emma-gaala en 2003 dans la catégorie de « meilleur album hard rock/heavy metal ». L'album fait participer le claviériste de Nightwish, Tuomas Holopainen. Au début de 2004 sort leur troisième album, Tämän taivaan alla.

### 7(2005–2006)

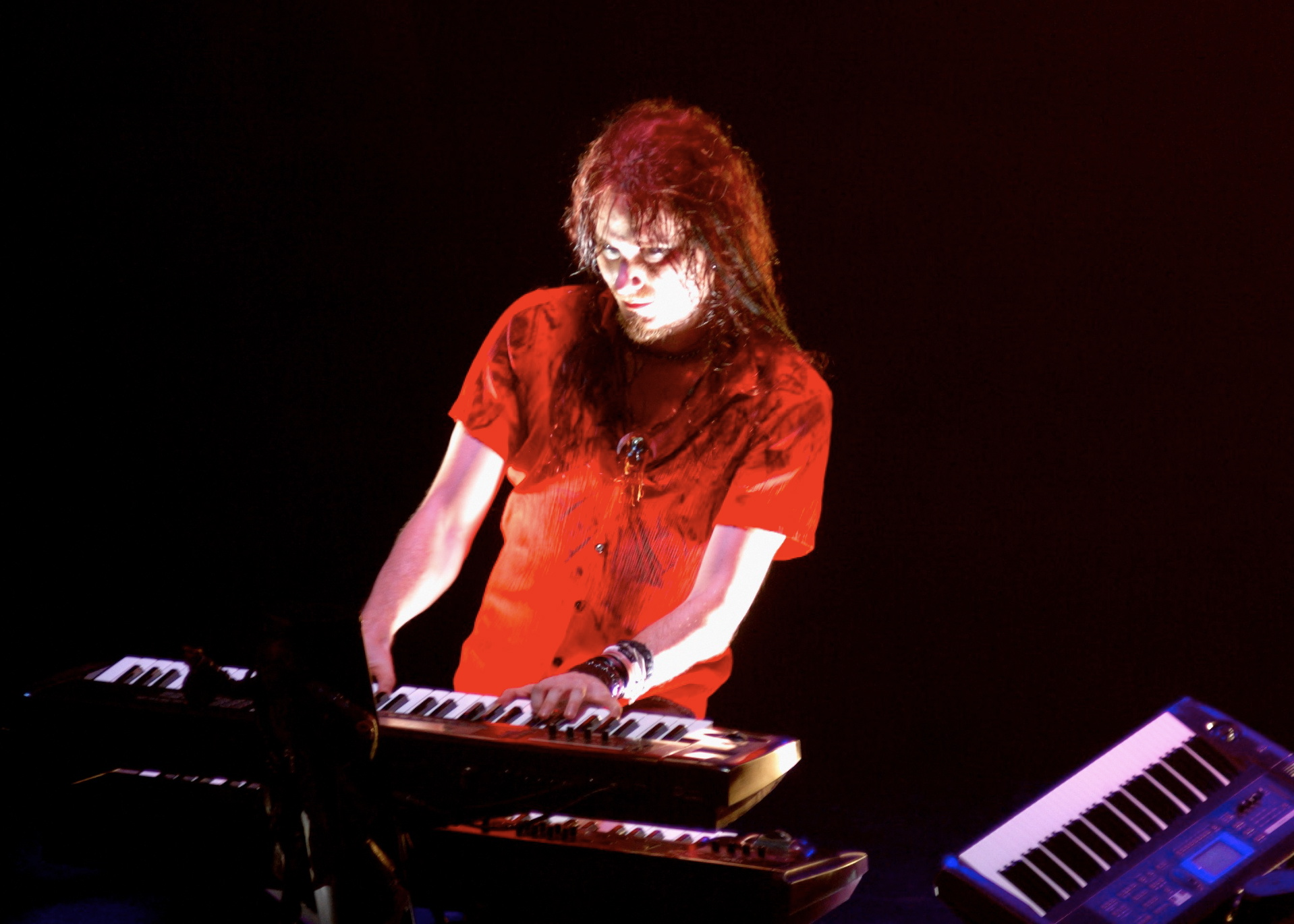
Tuomas Holopainen.

En 2005, Kotiteollisuus publie l'album 7, qui atteint la première place des classements pendant quelques semaines et est certifié disque d'or. En outre, l Kuolleen kukan nimi atteint aussi le disque d'or la même année. En plus du succès de l'album paru en novembre de cette année, ils publient le DVD homonyme en décembre. Il comprend les singles Vieraan sanomaa et Kaihola qui ont leurs propres clips. Les deux chansons sont fréquemment jouées à la radio locale. Le clip de Kaihola fait participer l'actrice Kari Hietalahti. 
Au début de 2006, Mesta.net nomme 7 dans la catégorie d'« album de l'année ».

### DeIankaikkinenàUkonhauta(2006–2009)

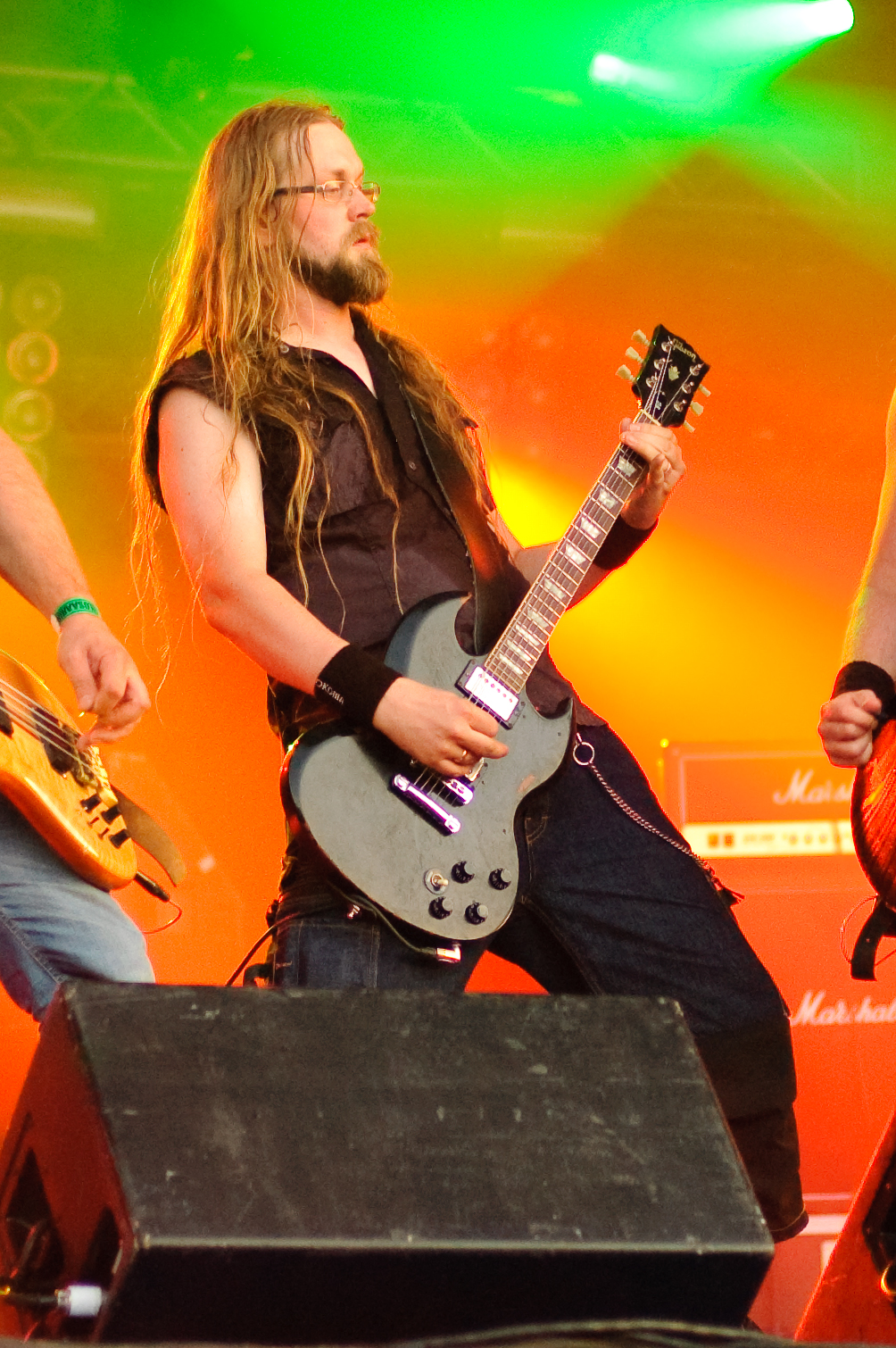
Miitri Aaltonen à l'Ilosaarirock en 2009.

Le groupe publie son nouvel album, Iankaikkinen, le 8 novembre 2006, dont le premier single est Arkunnaula.  Iankaikkinen passe sa première semaine dans les classements finlandais à la deuxième place, et est certifié disque d'or. Entretemps, leur DVD devient disque de platine, avec 10 000 exemplaires vendus. À la fin de 2006, ils sortent le DVD de la tournée Tuuliajolla intitulé Tuuliajolla 2006 – rock-elokuva Saimaalta. L'album comprend le deuxième single Tuonelan koivut publié en promotion en 2007  et joué à la radio.
Les lecteurs du magazine Rumba élit le groupe dans la catégorie de « meilleur groupe national de 2006 » et Hynynen y figure comme sex-symbol de l'année. Kotipelto sort en 2007, sa première compilation, Murheen mailla 1996–200. L'album comprend la chanson inédite Valomerkki. Le premier disque comprend le single-EP Noitavasara. En 2008, une seconde version de cette compilation, intitulée Murheen mailla singlet 1996–2007, est publiée.
Kotipelto publie l'album de reprises Sotakoira le 13 août 2008. Il suit de l'album Ukonhauta en février 2009,. Tuomas Holopainen y participe aux claviers. Holopainen jouera à plusieurs reprises en concert avec le groupe. Après la sortie de Ukonhauta le groupe annonce une pause. Cependant, ils publient aussitôt un EP intitulé Kuollut kävelee à la fin de 2009.

### DeKotiteollisuusàMurheen mailla II(2009–2014)
En été 2010, Kotiteollisuus lance KTvisio, sa chaine YouTube. En novembre 2010, ils publient le DVD Itärintama 2003–2010. En 2011, ils publient le single Soitellen sotaan issu de leur album homonyme, Kotiteollisuus.
Le 21 septembre 2012 sort l'album Sotakoira II, qui comprend des reprises chansons, et qui est une suite de l'album Sotakoira. En juillet 2013 sort leur treizième album, Maailmanloppu, qui comprend également de chansons. En novembre 2014, ils publient leur deuxième compilation Murheen mailla II 2007–2014, qui comprend également de nouvelles chansons comme Helvetti jäätyy et Yhtälö. La compilation Sotakoira III sort par la suite.

### Kruuna / KlaavaetVieraan vallan aurinko(depuis 2014)
Au début de 2014, le groupe fait face à des problèmes internes et artistiques pendant l'enregistrement de leur prochain album. Le batteur Sinkkonen rejoint le groupe en tant que membre officiel après des années de concerts. En 2015 sort l'album Kruuna / Klaava.
En mars 2016, le groupe enregistre des dizaines de nouveaux morceaux de démo pour la sortie, en octobre la même année, de l'album Vieraan vallan aurinko.

## Membres

### Membres actuels
- Jouni Hynynen – chant, guitare
- Jari Sinkkonen – batterie
- Janne Hongisto – basse

### Membres de session
- Miitri Aaltonen –  guitare, chœurs
- Tuomas Holopainen – claviers
- Janne Hynynen – chœurs
- Mikko Karmila –  guitare

### Anciens membres
- Aki Virtanen – guitare
- Simo Jäkälä – chant
- Tomi Sivenius – chant, guitare
- Marko Annala – guitare

## Discographie

### Albums studio
- 1996 : Hullu ukko ja kotiteollisuus
- 1998 : Aamen
- 1999 : Eevan perintö
- 2000 : Tomusta ja tuhkasta
- 2002 : Kuolleen kukan nimi
- 2003 : Helvetistä itään
- 2005 : 7
- 2006 : Iankaikkinen
- 2008 : Sotakoira
- 2009 : Ukonhauta
- 2011 : Kotiteollisuus
- 2012 : Sotakoira II
- 2013 : Maailmanloppu
- 2015 : Kruuna / Klaava
- 2016 : Vieraan vallan aurinko
- 2018 : Valtatie 666

### Singles
- Noitavasara (1996)
- Kuulohavaintoja (1997)
- Routa ei lopu (1998)
- Juoksu (1998)
- Eevan perintö (1999)
- Jos sanon (2000)
- Kädessäni (2001) (2000)
- Yksinpuhelu (2001)
- Rakastaa/ei rakasta (2002)
- Vuonna yksi ja kaksi (2002)
- ±0 (2002)
- Routa ei lopu (on ilmoja pidelly) (2003)
- Helvetistä itään (2003)
- Minä olen (2003)
- Tämän taivaan alla (2004)
- Kultalusikka (2004)
- Vieraan sanomaa (2005)
- Kaihola (2005)
- Arkunnaula (2006)
- Vapaus johtaa kansaa (2006)
- Tuonelan koivut (2007)
- Kummitusjuna (2007)
- Sotakoira (2008)
- Mahtisanat (2009)
- Kuollut Kävelee (2009)
- Soitellen sotaan (2011)
- Raskaat veet (2011)
- Kalevan miekka (2011)
- Adventti  (2012)
- Yötä vasten (2013)
- Maailmanloppu (2013)
- Hyvien puolella (2013)
- Silmä silmästä, hammas hampaasta (2013)
- Helvetti jäätyy (2014)
- Emmauksen tiellä (2015)
- Kuoleman kurviin (2016)
- Viinamäki (2016)
- Pukki tulee! Oletko valmis? (2016)
- Varjoihmiset (2017)
- Helvetin hieno matka (2017)
- Kusipää (2018)
- Järjen ääni (2018)

### Compilations
- Murheen Mailla 1996-2007 (2007)

### DVD
- Neljän tunnin urakka (2005)
- Tuuliajolla 2006 (2006)
- Itärintama (2010)

### Documentaires
- Rai Rai! (2005)